# Braunfleck-Widderchen
Das Braunfleck-Widderchen oder Kammerjungfer (Dysauxes ancilla) ist ein Nachtfalter aus der Unterfamilie der Bärenspinner (Arctiinae).

## Merkmale
Die Falter erreichen eine Flügelspannweite von 22 bis 25 Millimetern. Sie haben ockerbraune Vorderflügel auf deren hinterem Drittel je zwei oder drei weiße größere und ein kleiner weißer Punkt sitzen. Die Hinterflügel der Männchen sind ebenfalls ockerbraun, bei den Weibchen sind sie gelb und haben einen braunen Rand. Auch stehen sie bei ihnen in der Ruhestellung ein wenig unter den Vorderflügeln neben dem Körper hervor, der von den Flügeln nicht ganz bedeckt wird. Bei den Männchen bedecken die Vorderflügel sowohl die hinteren, als auch den Körper. Die Fühler der Männchen und der Weibchen sind fadenförmig.
Das Ei ist halbkugelig, unten abgeflacht. Es ist hellgelb gefärbt mit einer glänzenden Oberfläche.
Die Raupen sind dunkelviolett mit schwarzen, braun behaarten Borsten. Seitenstreifen und Nebenrückenlinie sind hellgelb. Der schwarzbraune Kopf ist verhältnismäßig klein.
Die Puppe ist braun und am Rücken dicht mit kurzen Haaren versehen. Das Ende ist stumpf gerundet.

### Ähnliche Arten
- Hyalines Braunwidderchen (Dysauxes famula)

## Geographische Verbreitung und Lebensraum
Sie kommen in Süd- und Mitteleuropa, östlich bis zum Ural vor. Sie leben in trocken-warmen (xerothermen) Gebieten, wie z. B. felsigem, sonnigem Magerrasen- und Kalkhängen mit Gebüsch aber auch Weinhängen und Steinbrüchen.

## Lebensweise
Das Braunfleck-Widderchen bildet im nördlichen Teil des Verbreitungsgebietes eine Generation pro Jahr, deren Falter von Juli bis August fliegen. In klimatisch günstigen Gegenden, wie z. B. den Südalpen wird vermutlich eine zweite Generation gebildet. Sie sind nachtaktiv, fliegen aber auch am späten Nachmittag. Sie werden von künstlichen Lichtquellen angezogen.
Die Raupen ernähren sich vor allem von Flechten und Moosen aber auch von verschiedenen Kräutern wie z. B.:
- Löwenzahn (Taraxacum spec.)
- Greiskräuter (Senecio spec.)
- Wegerich (Plantago spec.)
- Lattich (Lactuca spec.)

Die Raupen überwintern und verpuppen sich im Juni in einem leichten Gespinst.